# Blätter für die Kunst

Blätter für die Kunst (Feuillets pour l'art) est une revue de poésie fondée en réaction au naturalisme en 1892 par le poète allemand controversé Stefan George et éditée à Berlin par Hugo von Hofmannsthal autour duquel gravite un groupe anti-nationaliste.

## Contenu
Les principes de cette revue proclament l'indépendance de l'art par rapport à toute considération sociale ou politique, représentant une influence importante contre le matérialisme croissant de la société moderne. La poésie ne peut pas s'occuper d'améliorer le monde et de rêver un bonheur universel. L'« essence » de la nouvelle poésie symboliste est « d'arracher le mot à son cercle commun et quotidien et de l'élever dans une sphère lumineuse ». La revue cessa sa publication en 1919.